# Hombre tigre

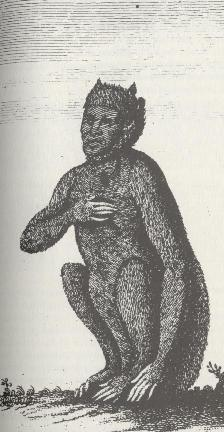
Grabado en donde muestran un Hombre Tigre

El Hombre tigre  (en inglés weretiger o werecat) es una criatura del folclore, ficción, horror y ocultismo, descrito como un ser cambiante que se puede transformar en un felino, similar al caso del Hombre lobo. Puede ser un tigre, un león, un gato, un leopardo, un lince, un jaguar o de cualquier otro tipo, incluyendo algunos que son puramente fantásticos. Normalmente un hombre tigre se puede transformar en un solo tipo de felino, no en varios.

## En la cultura popular
Una de las primeras películas en tratar sobre el tema fue Cat People (titulado para su distribución en castellano como La mujer pantera y La marca de la pantera ) de Jacques Tourneur en 1943 y protagonizada por Simone Simon. Un año después, Günther von Fritsch y Robert Wise codirigieron una secuela de la misma titulada La venganza de la mujer pantera (The Curse of Cat People). En 1982, Paul Schrader dirigió el remake El beso de la pantera (Cat People), protagonizada por Nastassja Kinski. En ambas versiones la mujer pantera se transforma de manera incontralable al ceder al deseo sexual y tiene fuertes simbolismos eróticos. 
El libro Sleepwalkers del escritor estadounidense Stephen King y su adaptación fílmica también tocan el tema de la gente-gato. Mientras que gente-gato aparece en la película animada Scooby Doo y la Isla de los Zombis.
En el video de Michael Jackson Thriller, el cantante se transforma en un hombre-gato (aun cuando usualmente se le asocia con un hombre lobo).
En el anime Bungō Stray Dogs el protagonista Atsushi Nakajima es poseedor de una habilidad conocida como «Bestia bajo la luz de la luna» (月下獣 Gekkajū) la cual le permite convertirse en un tigre blanco de enorme fuerza y rápida regeneración, sin embargo, no es capaz de controlar su poder cuando se transforma completamente.